# Heikki Laitinen
Heikki Jaakko Laitinen, född 8 november 1943 i Ylivieska, är en finländsk folkmusikforskare.
Efter studier vid Helsingfors universitet studerade Laitinen komposition för Erik Bergman. Han tjänstgjorde därefter vid Yle rundradio 1972–74 och 1974–78, var ledare för folkmusikinstitutet i Kaustby 1981–83 och därefter lektor vid och ledare för folkmusikavdelningen vid Sibelius-Akademin. Han var konstnärsprofessor 1995–2000, professor i folkmusik vid Sibelius-Akademin 2001–08 och blev filosofie doktor 2003.